# Antonio Caldoro
Antonio "Tonino" Caldoro (Campobasso, 22 novembre 1924 – Napoli, 28 giugno 2015) è stato un politico italiano, deputato per cinque legislature dal 1968 al 1984 con il Partito Socialista Italiano.

## Biografia
Dirigente delle Ferrovie dello Stato, sindacalista e consigliere comunale a Napoli, è stato uno dei massimi dirigenti del PSI di Napoli. Ha ricoperto la carica di deputato nazionale al Parlamento per cinque legislature, dal 1968 al 1984 (anno in cui si dimise e venne sostituito da Giuseppe Demitry). Inoltre è stato sottosegretario di Stato alla Marina Mercantile nel Governo Rumor V e ai Trasporti nei governi Cossiga II, Forlani, Spadolini I e II. 
Fu il padre dell'ex presidente della Regione Campania Stefano Caldoro, anch'esso deputato per il PSI ed attuale consigliere di Fratelli d'Italia e di Alessandra, dirigente della Lega per Salvini in Campania. 
.